# عزت الله سليماني نيا
ولد  الرسام العصامي عزت الله سليماني نیا
عام 1954 في مدینة قروه في محافظة کردستان في ایران.، إنّه کان قد إشتغل بتدریس الأدب الفارسي في مدارس الثانویة حتى تقاعد من العمل.

## الحياة
بسبب موهبته وشغفه الكبير بالرسم، تعلم فن الرسم من عند نفسه  منذ عام 1977 .
لوحاته  مستوحاة من بعض المفاهیم من آيات القرآن الکریم وعبارات الصوفیة وأشعار الشعراء العظماء في إيران، وسيما مولانا (الرومي) 
قام هذا الرسام العصامي، بالإضافة إلى تدريس الأدب، بتدريس فن الرسم والخط العربي والفارسي في المدارس الثانویة، والعديد من الطلاب قد تعلموا منه فني الرسم والخط.  
ما یتمیزه من غیره من الرسامیین، أنه من النوادر الرسامیین الذین يتعلموا فن الرسم من عند أنفسهم ووصلوا إلی مستوى عالٍ في هذا الفن.  
علی الأسف مشاکله الشخصية منعته من إنتاج عدد کثیر من الأعمال حتى الآن، ولكن يمكن العثور علي عمق إتقانه في أعماله المحدودة ؛و إنّ أعماله یصل إلی حد أعمال أکبر الفنانیین العالمیین  و دليل واضح على هذا، هو واحد من أعماله، استنسخه، من لوحة شهیرة من لوحات الأستاذ الشهیر عباس كاتوزيان مسمی بِ « الفتاة الکردیة» .
المشهود في أعمال سليماني نيا، هو الانتباه إلى معاناة البشر، ونظرته العميقة إلى المفاهيم العاطفیة والإنسانیة، لا سيما تجسيد المفاهيم الرفيعة المستوى في قصائد حافظ ومولانا (الرومي).

## أعمال الفنیه ومعارض
في  يوم إحياء ذكرى مولانا، 30 سبتمبر 2018 افتتح معرض في مدینة سنندج، لعرض أعمال الأستاذ عزت الله سليماني نيا، المستوحاة من أشعار مولانا، ،في  مسرح بهمن في سنندج بحضور العديد من الفنانين والمسؤولين في المحافظة كردستان.